# ديريك برايس
ديريك جون دي سولا برايس (بالإنجليزية: Derek John de Solla Price)‏ كان عالم فيزياء بريطاني، مؤرخًا للعلوم، وعالمًا بعلم المعلومات، ويعد أبا لعلم قياسات العلوم ساينتومتركس.
من إسهاماته العلمية قانون برايس التربيعي، الذي يصف العلاقة بين عدد المواد العلمية عن موضوع ما ومؤلفي هذه المواضيع، ويقول القانون أن نصف المنشورات العملية في مجال ما ينتجها الجذر التربيعي لعدد المساهمين في هذا المجال، وبهذا إذا كان هناك 100 منشور علمي أنتجها 25 باحثًا فإن 5 باحثين أنتجوا نصف هذه المنشورات، أي 50 منشورًا.

## استشهادات
1. ↑  Crawford، S. (1984). "Derek John De Solla Price (1922–1983): The man and the contribution". Bulletin of the Medical Library Association. ج. 72 ع. 2: 238–239. PMC:227421. PMID:6375781.
2. ↑  Mackay، Alan (1984). "Derek John de Solla Price: An Appreciation". Social Studies of Science. ج. 14 ع. 2: 315–320. DOI:10.1177/030631284014002013. JSTOR:284662. PMID:11611467.